# Johor Bahru
Johor Bahru – miasto w Malezji, na południowym wybrzeżu Półwyspu Malajskiego, nad cieśniną Johor, stolica i główny port stanu Johor. Około 867 tys. mieszkańców – czwarte co do wielkości miasto kraju. Graniczy z Singapurem poprzez Groblę Johor-Singapur.

## Miasta partnerskie
- Stambuł, Turcja
- Dżudda, Arabia Saudyjska
- Shenzhen, Chińska Republika Ludowa
- Kuching, Malezja
- Surabaja, Indonezja
- Tangerang, Indonezja